# Princesse Angine
Princesse Angine — русскоязычный музыкальный проект из Вены.

## История

### Начало пути и первый ЕР (2009—2014)
Проект начал своё существование в 2009 году, когда основательница и автор песен Ксения Островская стала выступать на фестивалях и квартирниках в Вене под аккомпанемент Светланы Кундыш, известной по клезмерским проектам. Влюбленность в произведение французского художника и прозаика Ролана Топора «Принцесса Ангина» приводит к появлению alter ego Ксении — Princesse Angine, которое и становится названием её проекта.
В 2010—2014 годах Ксения сотрудничает с различными музыкантами из Петербурга и Москвы (Владимир Инютин, Константин Плеханов, Дмитрий Михайлюк, Александра и Ольга Каплюченко — группа «Дорогая Венди,») и даёт небольшие концерты в России (СПб клубы «MOD», «Африка», «Книги и Кофе», квартирник «У Гороховского», фестиваль «Sea Fever», галерея «Эрарты»; Нижний Новгород «Фонотека»; Москва «Blur», «КанцErt»; Новосибирск «Бродячая собака»; Екатеринбург «New Bar»).
Летом 2013 года по инициативе джазовой скрипачки из Израиля, Ники Сапо, «Princesse Angine» начинает работать со струнным квартетом. В таком составе группа принимает участие в проекте «Balcony TV» под руководством Севы Гаккеля в Петербурге.
24 марта 2014 года считается официальным Днём Рождения группы. В этот день проходит презентация новой программы, практически полностью аранжированной австрийским композитором Кристофом Ресси для струнного квартета, в венском джазовом клубе «Porgy & Bess». В апреле в студии Home Music Studios в Вене проходит запись первого EP «Bagatelle», презентация которого состоялась на центральной австрийской радиостанции Ö1 в мае 2014. Композиция «А.П.М.В.» с этого ЕР попадает в ротацию «Наше 2.0» на Нашем радио, а сам ЕР получает хороший отзыв от Ильи Чёрта.

### Дебютный альбом «Терапевтический рок», EP «Старше» и альбом «Красные танцы» (2015—2018)
Летом 2015 года Princesse Angine дебютировала на фестивалях «Rock-Line», «Wafest», «Kinrock» и «Нашествие». Осенью 2015 на австрийской студии «Wavegarden» на средства, собранные через краудфандинг, был записан дебютный альбом «Терапевтический рок», выпущенный на петербургском лейбле «Bomba-Piter inc.». Альбом получил хорошие отзывы в прессе, в том числе от музыкального критика Артемия Троицкого. Зимой того же года проходят первые гастроли австрийского состава группы в России, тогда же состоялся дебют Princesse Angine в программе Семёна Чайки «Живые» на «Своём Радио». Это выступление открыло творчество группы для широкой русскоязычной аудитории.
В 2016 состоялись гастроли-презентации альбома в 17 городах России, 4 городах Израиля и 3 городах Германии. Осенью на «Своём радио» была презентована новая, музыкально более тяжелая программа «Старше», композиции из этой программы вышли как синглы («Не ждала», EP «Старше», «Май») в течение 2017 года. Также 29 ноября 2016 в барочном павильоне Люстхаус в Вене состоялся акустический концерт большого состава Princesse Angine, который был выпущен на DVD. Весной 2017 в России состоялись концерты в поддержку EP «Старше» и выступление на «Ника-ТВ» в Калуге.
Летом 2017 года группа приехала в Россию с туром в поддержку второго краудфандинга и выступила на фестивалях «Rock-Line», «Ural Music Night», «Платформа», «Грушинский фестиваль» и «Улетай», причём на последнем с Ксенией и ударником, Андреасом Шепером, выступили русские музыканты Кирилл Балунов и Артём Варфоломеев. 31 августа 2017 года успешно завершен краудфандинг на запись второго альбома группы, а 4 сентября музыканты приступили к работе в студии. Продюсерами второго альбома стали австрийцы Рихард Дойч и Грегор Штренг, прежде работавшие в России с такими проектами как Ива Нова, Площадь Восстания и Сурганова и оркестр. Второй альбом группы под названием «Красные танцы» вышел в октябре 2018 года.
Презентации альбома «Красные танцы» состоялись в ноябре 2018 года в Москве («Мумий Тролль music bar»), Санкт-Петербурге («ZAL») и Нижнем Новгороде «RockBar». Группа приезжала в Россию большим составом и, кроме прочего, выступила на фестивале- Дне Рождения «Своего Радио» в Москве («Гластонберри паб»).

### Новые синглы (2019—2020)
Весной 2019 года выходит официальный клип Princesse Angine на песню «Мода» и группа приезжает в Россию с концертами (пятилетие группы). В этом туре впервые в роли гитариста выступает Юлиан Полак. Princesse Angine играет в Петербурге («КЦ Сердце») и в Москве («16 Тонн»). В июле того же года группа снова выступает на «Нашествии», а в августе малым составом отправляется с гастролями в Китай. Концерты проходят в Шанхае и Пекине.
10 ноября 2019 года Ксения гостьей выступает на юбилейном концерте Ольги Кормухиной в «Крокус Сити Холле». Дуэтом Ольга и Ксения поют «А Принцессе Можно Всё». Ольга исполняет собственные версии песен «Бессилие» — «Только ты», «Разве можно» — «Космическая», «Соловьи» — «Одна жизнь» и «Жозефина». Аранжировки для этих песен пишет Алексей Белов («Парк Горького»). «Только ты» и «Космическая» попадают в ротацию Нашего радио.
14 февраля 2020 года выходит первый после длительного перерыва сингл «Алая». В работе над ним в роли сопродюсера впервые принимает участие концертный директор группы Илья Флюгельтауб («Alai Oli»). 28 февраля выходит нарисованный Ксенией анимационный клип на эту песню (монтаж Елизаветы Капустиной). В марте песня «Тлен» попадает в ротацию Нашего радио. 13 марта состоялась премьера следующего сингла, «Джудит» (сопродюсеры Илья Флюгельтауб и Бруно Грифе), а 21 мая выходит клип на эту песню, также анимированный Ксенией. Бодиарт для клипа выполняет чемпионка мира по бодиарту Белла Волен. 30 апреля состоялся «карантинный» релиз группы — сингл «Ничего нельзя» (сопродюсер и аранжировщик Алексей Белов). В апреле же Ксения запускает свою страницу на Патреоне.
В июле 2020 года группа играет сольник в Вене и выступает на фестивале «Kultursommer Wien». Начинается работа над синглами с третьего альбома Princesse Angine. Продолжается сотрудничество с Ильёй Флюгельтаубом и возобновляется сотрудничество с Георгом Лукшем (работал с Depeche Mode, Madonna, Rod Stewart, Britney Spears, Yoko Ono, Pet Shop Boys, Whitney Houston; получил Grammy Award в 2000, был номинирован на Grammy в 2001, 2003 и Latin Grammy Award в 2015) в роли звукорежиссера и саунд-продюсера. Сингл «Как вода», в записи которого впервые за долгое время принимают участие струнницы Елизавета и Агнешка, выходит 12 ноября.

### Princesse Angine Acoustics и альбом вокализов (2021)
В марте 2021 года женская часть группы - Ксения, Лиза и Агнешка, образующая акустический сайд-проект «Princesse Angine Acoustics», выпускает мини-альбом композиций, аранжированных Елизаветой Родионовой для альта и виолончели.
Альбом содержит четыре песни: «Туман», «Шиповник», «Солнца» и «Шёпотом», к каждой композиции прилагается 3D-анимация, созданная художником Кристианом Принцичем.

### Альбом "Никому не нужны твои жертвы" (2021-2022)
Летом 2021 года выходит второй сингл с нового альбома группы - «Скачки единорогов», а осенью группа своим мини-составом (Ксения Островская и Андреас Шепер) при участии гитариста Игоря Левицкого (ex-«Rekevin») играют два перенесённых из-за пандемии концерта - в Москве в клубе «16 Тонн» и в Санкт-Петербурге в клубе «Сердце». 
В начале 2022 года выходит клип на «Скачки единорогов», а также третий сингл с будущего альбома - «Глаза львов». 
Весной 2022 года появляется долгожданный третий альбом - «Никому не нужны твои жертвы», записанный на студии Георга Лукша с его участием в роли звукорежиссёра и саунд-продюсера. В альбоме 12 композиций, в нём также принимает участие как сопродюсер и музыкант Илья Флюгельтауб.
Презентация третьего альбома группы состоялась в венском клубе "Sargfabrik» 1 апреля 2022 года, а релиз на цифровых площадках - 27 мая 2022 года. Концерты-презентации в России запланированы на 2023 год.

### Сингл-ремейк "Фантастический VALS" (2022)
23 декабря 2022 года на цифровых площадках выходит новая, переработанная версия самой популярной по прослушиваниям песни группы -"Фантастический вальс", под слегка изменённым названием "Фантастический VALS". В ней актуализирована аранжировка и акценты в соответствии с изменившимся с 2015 года звучанием. За две недели жизни ремейк врывается в тройку самых популярных треков группы на Яндекс.Музыке. 13 января 2023 года состоялась премьера клипа на эту версию, снятого в двух городах - Вене и Санкт-Петербурге.

### Сингл "Февраль" (2023)
17 февраля 2023 года состоялся релиз сингла "Февраль", в музыкальном плане выдержанный в духе минимализма. Упор сделан на вокал и текст, транслирующий эмоциональное состояние Ксении вследствие переживаемых событий прошедшего года. В результате "Февраль" находит живой отклик у слушателей и, наряду с "Фантастическим VALSом", входит в пятёрку самых прослушиваемых треков группы на Яндекс Музыке . Появляется официальное mood-видео на "Февраль". 
Обе песни попадают в новый редакторский плейлист "Искра" на Яндекс.Музыке как стремительно набирающие популярность.

### Ремейк "NE потянешь" (2023)
19 мая 2023 года вышел ещё один ремейк - переработанная версия трека "Не потянешь" с первого альбома группы. Задумка та же, что и у нового "Фантастического вальса" - актуализировать звучание для устранения стилевых различий с современным саундом группы. Ремейк был встречен поклонниками очень по-разному, особенно теми, кто с группой с самых истоков, но любой такой опыт для уже сложившихся хитов - это всегда риск. Несмотря на полярные отзывы фан-сообщества, у слушателей он нашёл отклик, поднявшись в топ-3 треков группы по прослушиваниям в Яндекс Музыке. 

### Акустические концерты в России (октябрь 2023)
В октябре 2023 года Ксения приезжает в Россию после почти двухлетнего перерыва в гастролях, чтобы сыграть два концерта специальным акустическим малым составом с гитаристом Игорем Левицким и барабанщиком-перкуссионистом Дмитрием Михайлюком. 19 октября - в Петербурге в баре "Union", а 21 октября - в клубе "16 Тонн" в Москве. Оба концерта состоялись при полном аншлаге. В акустическую программу вошли как композиции, написанные Ксенией довольно давно и пока не изданные, так и специально переаранжированные хиты и несколько песен с третьего альбома в акустическом варианте. 
Не обошлось и без сюрпризов: были впервые исполнены две новые песни: "Пока она спит" и "Латте". 
В Москве группа выступила в сопровождении скрипки Чаян из коллектива Канцлер Ги и Bregan D’Ert
Композиции, составившие основу этой акустической программы, войдут в будущий акустический альбом группы, планирующийся к изданию в 2024 году. 

### Акустический альбом "Наверняка" (2024)
3 апреля 2024 года на всех площадках выходит новый, четвёртый по счёту, альбом под названием "Наверняка", записанный при участии Ксении, Андреаса Шепера и Юлиана Полака в Вене, а также гитариста Игоря Левицкого и скрипки Чаян в московской части записи.  
В основу этого акустического альбома легли давно написанные Ксенией песни, ранее существовавшие только в качестве диктофонных демо. В качестве бонус-треков в альбом вошли и акустические версии трёх песен с предыдущего альбома "Никому не нужны твои жертвы". Альбом был очень тепло встречен поклонниками, в особенности полюбившими группу именно в период появления первых диктофонных записей. Всего в альбоме вышли 13 композиций, включая три бонус-трека. 

### Десятилетие группы и юбилейные концерты в России (апрель 2024)
24 марта 2024 года группа отпраздновала десятилетие своей творческой деятельности. К этому событию был приурочен весенний тур по России, состоявший из трёх концертов: в Перми, Санкт-Петербурге и Москве.
6 апреля 2024 года российский акустический состав группы (Ксения Островская, Игорь Левицкий и Дмитрий Михайлюк) при участии пермского струнного трио «Agidel» (Алёна Гусева, Григорий Прозоров и Яна Солошенко) впервые выступил в пермской частной филармонии «Триумф» со специальной программой, в которую вошли наиболее известные и любимые слушателями композиции. Группа приехала в Пермь впервые за последние 8 лет, поэтому концерт вызвал большой интерес не только у пермяков: приличное количество поклонников прибыло в Пермь из Екатеринбурга и других городов Урала.
10 апреля 2024 года состоялся второй концерт тура – в Санкт-Петербурге, на новой площадке Культурного центра «Сердце». По сравнению с пермским концертом, состав музыкантов претерпел некоторые изменения: вместе с Ксенией выступали участники «классического», венского состава: Андреас Шепер (ударные) и Елизавета Родионова (альт), а также московские музыканты Мария Любимова (виолончель), Алекс Чаян (скрипка), Игорь Левицкий (гитара) и Александр Воронцов (бас). Двадцать пять (!) лучших композиций юбилейной программы были приняты с восторгом переполненным залом.
Уже через сутки после концерта в Петербурге группу ждала новая большая площадка в Москве – клуб «Урбан». 11 апреля 2024 года тот же состав музыкантов, что и в Петербурге, завершил весенний юбилейный тур Princesse Angine финальным большим концертом. Московский фан-клуб группы по случаю юбилея устроил мощный перфоманс, соответствующий по своему размаху уровню события: были как традиционные красные короны, так и баннеры поддержки, флаги, шары и флэшмобы всем залом.

### Сингл "Пока она спит" и зимний тур 2025
13 декабря 2024 года в преддверии зимних концертов группы вышел новый сингл "Пока она спит" - "идеальная колыбельная настоящего времени". В ней одновременно нашли отражение и современная обстановка в мире, и простые радости жизни - песня посвящена маленькой дочери Ксении - Альме-Луизе. Основной посыл песни - жизнь продолжается, несмотря на все её сложности и повороты.
В январе 2025 года состоялся очередной тур по России, и на этот раз в поездке было уже четыре города: Пермь (частная филармония «Триумф»), Екатеринбург (арт-пространство «Ц») и традиционные две столицы - Санкт-Петербург («FACTORY 3») и Москва («Урбан»). 
Программа этих концертов была составлена под классический рок-состав Princesse Angine – ударные, гитара, бас, вокал. Вместе с Ксенией сыграли Андреас Шепер (ударные и перкуссии), гитарист Игорь Левицкий и бас-гитарист Александр Воронцов, уже знакомые слушателям по предыдущим выступлениям группы в России. Помимо классических боевиков и лирики с выходивших ранее релизов, группа представила три совершенно новые композиции, которые до этого нигде не исполнялись и в скором времени будут выпущены синглами – «Тираннозавры», «Новый декабрь» и «Магритт».

## Состав
- Ксения Островская — вокал, автор идеи и текстов
- Елизавета Родионова — альт:
- Андреас Шепер — ударные
- Грегор Кучера — бас
- Юлиан Полак — гитара, акустическая гитара

## Дискография

### Альбомы
| Год  | Название                    | Лейбл       |
| ---- | --------------------------- | ----------- |
| 2015 | Терапевтический рок         | Бомба-Питер |
| 2018 | Красные танцы               |             |
| 2022 | Никому не нужны твои жертвы |             |
| 2024 | Наверняка                   |             |

| Год  | Название          | Лейбл       |
| ---- | ----------------- | ----------- |
| 2014 | Bagatelle         |             |
| 2017 | Старше            | Бомба-Питер |
| 2021 | Вокализы: Шёпотом |             |

### Синглы
| Год  | Название песни      | Альбом             |
| ---- | ------------------- | ------------------ |
| 2015 | Dancing             | Неальбомные синглы |
| 2016 | Не ждала            | Неальбомные синглы |
| 2017 | Май                 | Неальбомные синглы |
| 2020 | Алая                | Неальбомные синглы |
| 2020 | Джудит              | Неальбомные синглы |
| 2020 | Ничего нельзя       | Неальбомные синглы |
| 2020 | Как вода            | Неальбомные синглы |
| 2020 | В 10м году          | Неальбомные синглы |
| 2021 | Вокализ #1 Туман    | Вокализы: Шёпотом  |
| 2021 | Вокализ #2 Шиповник | Вокализы: Шёпотом  |
| 2021 | Вокализ #3 Солнца   | Вокализы: Шёпотом  |
| 2021 | Вокализ #4 Шёпотом  | Вокализы: Шёпотом  |
| 2021 | Скачки единорогов   | Сингл              |
| 2022 | Глаза львов         | Сингл              |
| 2022 | Фантастический VALS | Сингл              |
| 2023 | Февраль             | Сингл              |
| 2023 | NE потянешь         | Сингл              |
| 2024 | Пока она спит       | Сингл              |

## Видеография
| Год  | Название                           | Альбом                      |
| ---- | ---------------------------------- | --------------------------- |
| 2014 | Бессилие                           | Неальбомный сингл           |
| 2015 | Im westen                          | Неальбомный сингл           |
| 2015 | Dancing                            | Неальбомный сингл           |
| 2015 | А принцессе можно всё (А. П.М. В.) | Терапевтический рок         |
| 2016 | Не потянешь                        | Терапевтический рок         |
| 2016 | Не ждала                           | Неальбомный сингл           |
| 2017 | Старше                             | Старше (EP)                 |
| 2017 | Соловьи                            | Старше (EP)                 |
| 2019 | Мода                               | Красные танцы               |
| 2020 | Алая                               | Неальбомный сингл           |
| 2020 | Джудит                             | Неальбомный сингл           |
| 2020 | Как вода                           | Неальбомный сингл           |
| 2020 | В 10м году                         | Неальбомный сингл           |
| 2022 | Скачки единорогов                  | Сингл                       |
| 2022 | Глаза львов                        | Сингл                       |
| 2022 | Никому не нужны твои жертвы        | Никому не нужны твои жертвы |
| 2023 | Фантастический VALS                | Неальбомный сингл           |
| 2023 | Февраль                            | Неальбомный сингл           |
| 2024 | Колыбельная кошке                  | Наверняка                   |
| 2024 | Пока она спит                      | Сингл                       |

## Радио и ТВ-эфиры
- Princesse Angine. Живые. Своё Радио. (05.02.2015)
- Princesse Angine. «Живые». Своё Радио. (25.06.2015)
- PRINCESSE ANGINE — NE POTJANESH (BalconyTV) 27.10.2015
- Princesse Angine. «Живые». Своё Радио (12.02.2016)
- Princesse Angine. «Живые». Своё Радио (01.09.2016)
- Princesse Angine в программе ProLive на НикаТВ
- Культурные люди. Princesse Angine (10.04.2017)
- Студия Владимира Матецкого на Радио Маяк. Princesse Angine (20.07.2018)
- Princesse Angine. Лучшее в стране. Страна FM (31.10.2018)
- Princesse Angine. Живой концерт. Маяк Про (30.03.2019)
- Принцесса Ангина. Концертный зал. Страна FM (18.07.2019)
- МузЛитература с Вадимом Саралидзе. Princesse Angine в Lyulka Lounge(19.07.2019)

## Отзывы
- Илья Черт («Пилот»)
- Екатерина Борисова, проект «Наш Неформат», о фестивале «Rock Line»
- Сюжет Артемия Троицкого на радио Свобода о русских девушках-музыкантах на Западе с упоминанием Princesse Angine
- Записки из подполья Артемия Троицкого, выпуск № 49 от 10.03.2017
- Андрей Голубов, автор и ведущий программы Голубятня на Своем радио о концерте в Москве 16.04.2017
- Рецензия Жени Глюкк (радио Imagine) о релизе сингла
- Денис Ступников. Princesse Angine «Красные танцы». KM.RU (31 октября 2018).